# Максимилиан фон Траутмансдорф-Вайнсберг
Йохан Максимилиан фон Траутмансдорф-Вайнсберг (на немски: Johann Maximilian von Trauttmansdorff-Weinsberg) е имперски граф (1623), граф на Бохемия (1625), фрайхер фон Глайхенберг, и рицар на ордена на Златното руно, императорски таен съветник, кемерер и оберст-дворцов майстер, австрийски политик на Хабсбургската монархия по времето на Тридесетгодишната война.

## Живот
Роден е на 23 май 1584 година в Грац, Хабсбургска монархия. Произлиза от старата австрийска и бохемска рицарска фамилия фон Траутмансдорф от Източна Щирия. Той е най-малкият син (от 12 деца) на Йохан Фридрих фон и цу Траутмансдорф (1542 – 1614) и съпругата му Ева фон Траутмансдорф, дъщеря на Медард фон Траутмансдорф и първата му съпруга Анна фон Линдек.
Баща му Йохан Фридрих е издигнат на фрайхер в Австрия на 12 март 1598 г. През 1639 г. фамилията се нарича „Траутмансдорф-Вайнсберг“ на немското господство Вайнсберг във Вюртемберг.
Максимилиан служи на император Фердинанд II като съветник и министър (1634) и е първи министър при император Фердинанд III. На 15 март 1623 г. става имперски граф, граф на Бохемия на 25 ноември 1625 г. и рицар на ордена на Златното руно през 1634. Брат е на Йохан Давид († 11 юни 1627), издигнат също на имперски граф на 15 март 1623 г.
Той е дипломат и действа при сключването на мирния договор Николсбург (1621) и Пражкия договор (1635).
През 1639 г. Максимилиан купува по-късно наречения „палат Траутмансдорф“ на „Херенгасе“ във Виена близо до императорския двор. Палатът е до 1940 г. собственост на фамилията.
Умира на 8 юни 1650 година във Виена на 66-годишна възраст.

## Фамилия
Максимилиан се жени на 11 януари 1615 г. за графиня София Палфи аб Ердьод (* 1596; † 22 март 1668), дъщеря на граф Миклош II Ердьод-Палфи (1552 – 1600) и Мария Магдалена Фугер фон Кирхберг-Вайсенхорн (1560/1566 – 1646). Те имат 15 деца:
- Адам Матиас фон Траутмансдорф-Вайнсберг (* 1617; † 2 ноември 1684), женен I. на 2 март 1642 г. за Ева Йохана фон Щернберг (* 2 март 1642; † 2 декември 1674), II. за Мария Изабела фон Лобковиц († 1719)
- Ева Мария фон Траутмансдорф
- Анна Мария фон Траутмансдорф
- Мария Катарина фон Траутмансдорф
- Мария Барбара фон Траутмансдорф
- Йохан Фридрих фон Траутмансдорф (* 5 януари 1619, Виена; † 7 януари/4 февруари 1696, Прага), имперски кемерер, първи канцлер, женен I. във Виена на 16 януари 1650 г. за принцеса Мария Клара фон Дитрихшайн (* ок. 1626; † 28 януари 1667), II. за графиня Анна Мария Берка фон Дуба, вдовица на граф Кизл, III. в Прага на 27 януари 1676 г. за графиня Мария Елеонора Холицка фон Щернберг (* 13 август 1654; † 18 октомври 1703)

- Мария Елизабет фон Траутмансдорф, приорес
- Мария Маргарета фон Траутмансдорф († 14 септември 1692, Грац), омъжена в Грац на 25 януари 1654 г. за граф Георг Зигмунд фон Херберщайн († 20 април 1696, Грац)
- Фердинанд фон Траутмансдорф
- Ернст фон Траутмансдорф
- Франц Антон Максимилиан фон Траутмансдорф († сл. 1683), женен за графиня Маргарета Порция
- Максимилиан фон Траутмансдорф († 4 март 1703), женен за Виктория Елеонора фон Траутмансдорф
- Карл фон Траутмансдорф († 1 август 1664, убит при Монтекуколи), тевтонски рицар
- Фердинанд Ернст фон Траутмансдорф († 24 февруари 1692), женен за графиня Мария Елизабет Кински (* 1670; † 26 март 1737)
- Георг Зигмунд фон Траутмансдорф-Вайнсберг (* 22 август 1638, Грац; † 16 октомври 1708, Грац), женен в Брунзее на 30 април 1665 г. за графиня Елеонора Цецилия Рената фон Вилденщайн (* 12 октомври 1643, Грац; † 16 декември 1708, Грац)